# 施文彬
施文彬（1964年12月10日—），是出身臺灣臺北的流行音樂創作歌手、電子遊戲玩家、實況主等。他以其臺語流行音樂作品等為人所知。他曾任亂音製作有限公司負責人（2017年9月13日解散）、吼勵戲科技有限公司負責人（2019年6月20日核准解散）、社團法人臺灣電競協會理事長、台北市流行音樂產業工會理事等職務；他也曾任因思銳遊戲總局股份有限公司、娛樂共和國有限公司總監等職務。
他曾多次入圍金曲獎數個獎項。2007年，他獲頒第18屆金曲獎最佳台語男歌手獎獎項。
此外，他曾與阿爾發唱片簽約，成為該企業創辦人吳宗憲旗下「憲憲家族」成員。

## 生平
其父親施國華，來自湖北省，畢業於成功大學電機工程學系，畢業後考取民航空運公司，擔任飛機維修員。其母親裴深言，生於山東省青島市，因為家裡排行第四，人稱裴四小姐。外公裴鳴宇為國大代表，1949年來台。母親裴深言畢業於銘傳商業專科學校，畢業後留校擔任助理教授，1963年的聖誕節與施國華結婚。
婚後不久，原本計劃在1964年7月外派至美國受訓的施國華，於同年6月20日由台中搭乘飛機回台北途中，遭遇神岡空難過世。施文彬是遺腹子，在施國華過世後半年才出生。裴深言獨立撫養施文彬長大。
施文彬最早在夜店駐唱，曾經在美國紐約留學，原不通台語，但以台語歌在點將唱片出道。出道與師姐江蕙合唱《傷心到何時》、《傷心酒店》正式進入演藝圈，之後苦練才能使用流利台語，後成為創作歌手。曾與陳亞蘭、張秀卿、董育君、黃乙玲、蕭玉芬、秀蘭瑪雅、孫淑媚、吳淑敏、梁一貞、黑面、林柔均、李婭莎等歌手多次合作演唱多首台語及華語抒情歌曲。1998年，施文彬發行個人首張創作專輯《文跡奇武①按怎死都不知》，1999年以此張專輯入圍第10屆金曲獎「最佳方言男演唱人獎」；2000年，他再發行《7258請愛我吧》，入圍第12屆金曲獎「最佳方言男演唱人獎」、再度入圍金曲獎。之後，施文彬於2006年至2010年連續五年入圍該獎項，並於2007年以專輯《真情味》拿下第18屆金曲獎「最佳台語男歌手獎」。
2016年1月17日發表聲明，聲明中指出「基於個人理念，本人施文彬命令中國所有地區，即日起全面下架所有與本人有關的任何音樂及歌曲，和有本人肖像之所有內容物」，更稱「未來，在台灣所有中國企業之通告，本人一概不接」。

## 演藝資歷

### 在其它藝人專輯中的合唱歌曲
| 年份   | 合作歌手       | 專輯名稱       | 歌曲         | 語言 | 發行公司     |
| ------ | -------------- | -------------- | ------------ | ---- | ------------ |
| 1992年 | 江蕙           | 酒後的心聲     | 傷心到何時   | 台語 | 點將唱片     |
| 1993年 | 江蕙           | 感情放一邊     | 傷心酒店     | 台語 | 點將唱片     |
| 1994年 | 陳亞蘭         | 無情人有情天   | 無情人有情天 | 台語 | 點將唱片     |
| 1995年 | 江蕙           | 愛不對人       | 你我相逢     | 台語 | 點將唱片     |
| 1995年 | 江蕙           | 愛不對人       | 年久月深     | 台語 | 點將唱片     |
| 1997年 | 陳亞蘭         | 若是聽人講     | 真心難回     | 台語 | 點將唱片     |
| 1999年 | 張秀卿         | 贏             | 了斷         | 台語 | 福茂唱片     |
| 2005年 | 黃乙玲         | 甲你作伴       | 酒場情歌     | 台語 | 阿爾發音樂   |
| 2006年 | 孫淑媚         | 多情的戀夢     | 傷心的字條   | 台語 | 華特國際音樂 |
| 2006年 | 秀蘭瑪雅       | 夢中情網       | 夢中情網     | 台語 | 華特國際音樂 |
| 2007年 | 吳淑敏         | 因為拄到你     | 因為拄到你   | 台語 | 喜馬拉雅     |
| 2008年 | 秀蘭瑪雅       | 夢中的形影     | 夢中的形影   | 台語 | 華特國際音樂 |
| 2008年 | 秀蘭瑪雅       | 夢中的形影     | 夢中相會     | 台語 | 華特國際音樂 |
| 2013年 | 李婭莎         | 一個人，唱情歌 | 笑無聊       | 台語 | 滾石唱片     |
| 2015年 | 合輯           | 台灣美樂地     | 亮點         | 台語 | 禾廣娛樂     |
| 2017年 | 隨性樂團Random | 噴射時代       | 雲中月       | 台語 | 禾廣娛樂     |
| 2021年 | 紫君           | 媽媽的牽教     | 私奇         | 台語 | 欣代唱片     |

### 專輯
| 年份   | 專輯名稱                                           | 語言         | 製作         | 發行公司     |
| ------ | -------------------------------------------------- | ------------ | ------------ | ------------ |
| 1993年 | 愛愈深心愈凝                                       | 台語         |              | 點將唱片     |
| 1994年 | 癡情男兒                                           | 台語         |              | 點將唱片     |
| 1995年 | 台語半調子                                         | 台語         |              | 點將唱片     |
| 1995年 | 再會啦！心愛的無緣的人                             | 台語         |              | 點將唱片     |
| 1995年 | 再會啦！心愛的我的愛人                             | 華語         |              | 點將唱片     |
| 1998年 | 文跡奇武①按怎死都不知                              | 華語、台語   |              | 福茂唱片     |
| 2000年 | 7258-請愛我吧                                      | 華語、台語   |              | 阿爾發音樂   |
| 2000年 | 精選施文彬                                         | 台語         |              | 科藝百代     |
| 2001年 | 好聽                                               | 華語、台語   |              | 阿爾發音樂   |
| 2002年 | 大家樂歡天（華視八點檔連續劇《大家樂歡天》原聲帶） | 華語、台語   |              | 福茂唱片     |
| 2004年 | 萬王之王2線上遊戲原聲帶                            | 華語、台語   | 亂音製作     | 福茂唱片     |
| 2005年 | 你愛的不是我                                       | 華語、台語   | 亂音製作     | 華特國際音樂 |
| 2007年 | 真情味                                             | 台語         | 美華唱片     | 華特國際音樂 |
| 2007年 | 今夜我陪你                                         | 華語、台語   | 亂音製作     | 阿爾發音樂   |
| 2007年 | 我的沙發讓你躺                                     | 華語、台語   | 亂音製作     | 喜馬拉雅     |
| 2007年 | 2007金曲歌王施文彬原聲原影金曲K歌12首DVD           | 華語、台語   | 亂音製作     | 喜馬拉雅     |
| 2008年 | 苦酒戀歌                                           | 台語         | 華特國際音樂 | 華特國際音樂 |
| 2008年 | 窗外的雨聲（伴唱VCD）                              | 台語         | 華特國際音樂 | 華特國際音樂 |
| 2009年 | 歹勢                                               | 華語、台語   | 亂音製作     | 喜馬拉雅     |
| 2010年 | 離別酒杯                                           | 台語         | 華特國際音樂 | 華特國際音樂 |
| 2010年 | 文跡奇武②麻雀雖小                                  | 華語、台語   | 亂音製作     | 喜馬拉雅     |
| 2011年 | 環島旅行                                           | 台語         | 亂音製作     | 禾廣娛樂     |
| 2013年 | 電甲金熠熠                                         | 國、台、英語 | 亂音製作     | 禾廣娛樂     |
| 2014年 | 文跡奇武③歸組害了了                                | 華語、台語   | 亂音製作     | 禾廣娛樂     |
| 2015年 | 歌聲進鄉團                                         | 華語、台語   | 亂音製作     | 禾廣娛樂     |
| 2016年 | 行行做狀元                                         | 華語、台語   | 亂音製作     | 禾廣娛樂     |
| 2017年 | 文跡奇武④情歌選                                    | 華語、台語   | 亂音製作     | 禾廣娛樂     |
| 2018年 | 無輸無贏                                           | 華語、台語   | 亂音製作     | 禾廣娛樂     |
| 2020年 | 緊來去-台灣音樂地理雜誌                            | 華語、台語   | 亂音製作     | 禾廣娛樂     |
| 2023年 | 有歲                                               | 華語、台語   | 亂音製作     | 禾廣娛樂     |

### 電影
| 年份   | 戲劇名稱    | 角色   | 電影公司 |
| ------ | ----------- | ------ | -------- |
| 2015年 | Open! Open! | 林森木 | 華文創   |

### 電視戲劇
| 年份   | 戲劇名稱         | 角色             | 播放頻道     |
| ------ | ---------------- | ---------------- | ------------ |
| 1995年 | 媽祖拜觀音       | 王文欽 男主角    | 中國電視公司 |
| 2002年 | 大家樂歡天       | 男主角           | 中華電視公司 |
| 2002年 | 八號當鋪         | 綠手指單元男主角 | 衛視中文台   |
| 2005年 | 祖師爺的女兒     | 男主角           | 公共電視台   |
| 2013年 | 沒有名字的甜點店 | 客串             | 公共電視台   |

### 電視節目
| 年份   | 節目名稱     | 角色   | 播放媒體       |
| ------ | ------------ | ------ | -------------- |
| 1995年 | 閩感區       | VJ     | Channel【V】   |
| 1996年 | 笑星撞地球   | 主持人 | 華視主頻       |
| 2002年 | 電玩High客   | 主持人 | 緯來綜合台     |
| 2005年 | 台灣經典金曲 | 主持人 | 台灣藝術電視台 |

### 廣播節目
| 年份   | 節目名稱       | 播出頻道 | 電台名稱             | 事蹟                           |
| ------ | -------------- | -------- | -------------------- | ------------------------------ |
| 1995年 | 【啊哈 10-11】 | FM98.9   | 人人廣播電台         | 獲得第30屆金鐘獎最佳外製節目獎 |
| 1999年 | I Want Music   | 網路     | 銀河網路電台         |                                |
| 2000年 | 五點全露       | FM98.9   | 勁悅廣播（Power989） |                                |
| 2000年 | Power施樂園    | FM98.9   | 勁悅廣播（Power989） |                                |
| 2002年 | 網路施樂園     | 網路     | 施樂園官方網站       |                                |
| 2004年 | 施樂園         | FM92.9   | 太武之春廣播電台     |                                |

## 遊戲經歷&遊戲音樂年表
| 年份   | 名稱                                      | 紀錄&職稱                                  |
| ------ | ----------------------------------------- | ------------------------------------------ |
| 2001年 | Diablo2暗黑破壞神2                        | 美西伺服器第一名                           |
| 2002年 | Blizzard暴雪娛樂                          | 亞洲榮譽會員                               |
| 2003年 | 台灣第一個電競電視直播節目 「電玩High客」 | 主持人                                     |
| 2003年 | 天堂                                      | 水蛇伺服器(奇岩城城主)                     |
| 2004年 | 萬王之王2                                 | 遊戲音樂製作人(全球華人首張線上遊戲原聲帶) |
| 2005年 | 魔獸世界                                  | 米奈希爾伺服器(部落公會會長)               |
| 2006年 | Gamestar遊戲之星                          | 最佳配樂音效獎(萬王之王2)                  |
| 2008年 | 因思銳遊戲總局                            | 總監                                       |
| 2009年 | 石器時代2主題曲：阿布水                   | 創作人&製作人                              |
| 2009年 | 天子On Line主題曲：天之驕子               | 創作人&製作人&演唱人                       |
| 2009年 | 勁舞團2主題曲：不了情                     | 創作人&製作人&演唱人                       |
| 2012年 | 吼勵戲科技有限公司                        | 負責人                                     |
| 2013年 | Diablo3暗黑破壞神3主題曲:社會黑暗         | 創作人&製作人&演唱人                       |
| 2013年 | 戰車世界                                  | 台灣區榮譽指揮官                           |
| 2013年 | 俠盜特攻                                  | 電甲金熠熠(歌曲代言)                       |
| 2013年 | 爐石戰記                                  | 繁中版幕後配音                             |
| 2013年 | 社團法人臺灣電競協會                      | 理事長                                     |
| 2014年 | 巨龍啟示錄                                | 遊戲代言人                                 |
| 2015年 | Sf2PL職業電競聯賽主題曲:把世界撂倒        | 創作人&製作人&演唱人                       |

## 獎項紀錄
| 年份   | 獲提名                  | 獎項                                   | 結果 |
| ------ | ----------------------- | -------------------------------------- | ---- |
| 1999年 | 《文跡奇武》            | 第10屆金曲獎最佳方言男演唱人獎         | 提名 |
| 2001年 | 《7258請愛我吧》        | 第12屆金曲獎最佳方言男演唱人獎         | 提名 |
| 2002年 | 《好聽》                | 第13屆金曲獎最佳方言男演唱人獎         | 提名 |
| 2006年 | 《你愛的不是我》        | 第17屆金曲獎最佳台語男演唱人獎         | 提名 |
| 2006年 | 《你愛的不是我》        | 第17屆金曲獎最佳台語流行音樂演唱專輯獎 | 提名 |
| 2007年 | 《真情味》              | 第18屆金曲獎最佳台語男歌手獎           | 獲獎 |
| 2008年 | 《今夜我陪你》          | 第19屆金曲獎最佳台語男歌手獎           | 提名 |
| 2009年 | 《苦酒戀歌》            | 第20屆金曲獎最佳台語男歌手獎           | 提名 |
| 2010年 | 《歹勢》                | 第21屆金曲獎最佳台語男歌手獎           | 提名 |
| 2012年 | 《環島旅行》            | 第23屆金曲獎最佳台語男歌手獎           | 提名 |
| 2012年 | 《環島旅行》            | 第23屆金曲獎最佳台語專輯獎             | 提名 |
| 2015年 | 《文跡奇武③歸組害了了》 | 第26屆金曲獎最佳台語男歌手獎           | 提名 |
| 2016年 | 《歌聲進鄉團》          | 第27屆金曲獎最佳台語專輯獎             | 提名 |

## 外部連結
- 施文彬的Facebook專頁
- YouTube上的施文彬頻道
- YouTube上的施文彬電音本舖頻道
- 施文彬的Instagram帳戶
- 施文彬的X（前Twitter）
- 施文彬的Twitch频道
- 施文彬官方部落格